# STS-48
STS-48 (Space Transportation System-48) var rumfærgen Discovery 13. rumfærge-mission. Den blev opsendt d. 12. september 1991 og vendte tilbage den 18. september 1991.
Den primære nyttelast var Upper Atmosphere Research Satellite (UARS), en satellit der skulle sættes i kredsløb til observation af Ozonlaget i Jordens atmosfære.
Den 7. september 2011 annoncerede NASA satellitens forventede nedstyrtning d. 23. september 2011. Satellitten kan styrte ned et sted i Jordens Atmosfære   

Hovedartikler:

## Besætning
- John Creighton (kaptajn)
- Kenneth Reightler (pilot)
- James Buchli (1. missionsspecialist)
- Charles Gemar (2. missionsspecialist)
- Mark Brown (3. missionsspecialist)

## Missionen
Missionen medbragte følgende nyttelast:
- Upper Atmosphere Research Satellite (UARS)
  - Cryogenic Limb Array Etalon Spectrometer (CLAES)
  - Improved Stratospheric and Mesospheric Sounder (ISAMS)
  - Microwave Limb Sounder (MLS)
  - Halogen Occultation Experiment (HALOE)
  - High Resolution Doppler Imager (HRDI)
  - Wind Imaging Interferometer (WlNDII)
  - Solar Ultraviolet Spectral Irradiance Monitor (SUSIM)
  - Solar/Stellar Irradiance Comparison Experiment (SOLSTICE)
  - Particle Environment Monitor (PEM) and Active Cavity Radiometer Irradiance Monitor (ACRIM II).
- Ascent Particle Monitor (APM)
- Middeck 0-Gravity Dynamics Experiment (MODE)
- Shuttle Activation Monitor (SAM)
- Cosmic Ray Effects and Activation Monitor (CREAM)
- Physiological and Anatomical Rodent Experiment (PARE)
- Protein Crystal Growth II-2 (PCG II-2)
- Polymer Membrane Processing (IPMP)
- Air Force Maui Optical Site (AMOS)

- Upper Atmosphere Research Satellite (UARS)